# Mike Legge
Michael Legge (Winnipeg, Manitoba, 1951. szeptember 27. –) kanadai profi jégkorongozó.

## Pályafutása
Komolyabb junior karrierjét WCHL-es Winnipeg Jets Jr.-ban kezdte 1970-ben. Az 1971-es NHL-amatőr drafton a Minnesota North Stars választotta ki a 4. kör 49. helyén. Az NHL-ben sosem játszott. Felnőtt pályafutását az EHL-es Clinton Cometsben kezdte. A szezonban csak 9 mérkőzést játszott, mert egy súlyos sérülésben 100 öltéssel kellett összevarrni egy sebet a lábán. A következő évben már az IHL-es Saginaw Gears játszott. A következő bajnoki szezonban a szintén IHL-es Columbus Owlsban volt kerettag. Ezután 2 év szünet volt a pályafutásában, majd nagyon rövid időre visszatért egy amerikai senior ligába. Végül visszavonult. Testvére, Barry Legge eljutott az NHL-ig.